# Bryan Rust
Bryan Peter Rust (* 11. Mai 1992 in Pontiac, Michigan) ist ein US-amerikanischer Eishockeyspieler, der seit 2014 bei den Pittsburgh Penguins aus der National Hockey League unter Vertrag steht. Mit dem Team gewann der rechte Flügelstürmer in den Playoffs 2016 und 2017 den Stanley Cup.

## Karriere

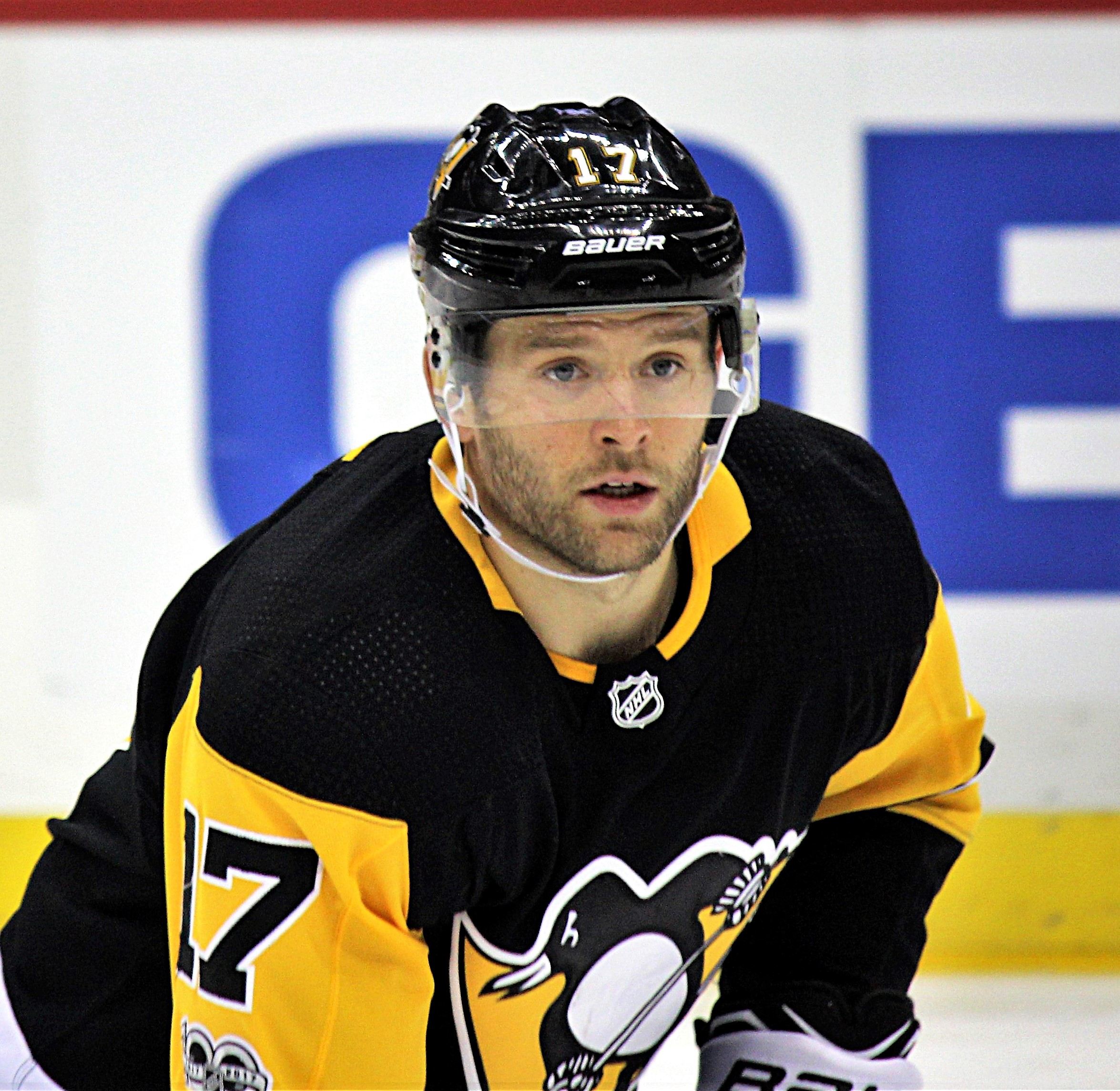
Rust im Trikot der Penguins (2017)

Bryan Rust spielte von 2004 bis 2008 im Nachwuchsprogramm Detroit Honeybaked in Michigan. Anschließend wechselte er für zwei Jahre ins USA Hockey National Team Development Program. Dort spielte er in der North American Hockey League sowie der United States Hockey League und erzielte in 78 Spielen 40 Scorerpunkte. In weiteren Spielen außerhalb des Ligabetriebs konnte Rust in 91 Spielen 59 Scorerpunkte verbuchen. Beim NHL Entry Draft 2010 wurde er in der dritten Runde an 80. Stelle von den Pittsburgh Penguins ausgewählt. Von 2010 bis 2014 spielte er für die University of Notre Dame in der Central Collegiate Hockey Association und konnte dort 2013 die Meisterschaft gewinnen.
Am 1. April 2014 unterschrieb Rust einen Entry Level Contract bei den Pittsburgh Penguins und gab zum Ende der Saison 2013/14 sein Profidebüt bei den Wilkes-Barre/Scranton Penguins in der American Hockey League. Die nächste Saison verbrachte er hauptsächlich in der AHL, gab aber am 13. Dezember 2014 sein Debüt in der National Hockey League für Pittsburgh und absolvierte 14 Spiele in der NHL. Die Saison 2015/16 begann Rust zunächst erneut in der AHL, schaffte es aber im weiteren Verlauf sich einen Stammplatz in der NHL zu erarbeiten. Bereits im März 2016 verlängerten die Penguins seinen Vertrag um zwei Jahre. In den Stanley-Cup-Playoffs 2016 spielte er in einer Reihe mit Jewgeni Malkin und Chris Kunitz. Im Eastern-Conference-Finale erzielte er als erst achter Rookie der NHL-Geschichte zwei Tore in einem siebten Spiel. Anschließend erzielte er das erste Tor in der Finalserie um den Stanley Cup, den er schließlich mit Pittsburgh gewann. Den Titelgewinn konnte der Angreifer im Jahr darauf mit den Penguins wiederholen.
Anschließend unterzeichnete Rust im Juni 2018 einen neuen Vierjahresvertrag in Pittsburgh, der ihm ein durchschnittliches Jahresgehalt von 3,5 Millionen US-Dollar einbringen soll. Nach 58 Punkten aus 60 Partien in der Saison 2021/22 erhielt er im Mai 2022 einen weiteren Sechsjahresvertrag mit einem erhöhten Jahresgehalt von nun ca. 5,1 Millionen US-Dollar.

### International
Rust spielte bei der U18-Junioren-Weltmeisterschaft 2010 für die US-amerikanische Nationalmannschaft und gewann die Goldmedaille.

## Erfolge und Auszeichnungen
- 2013 Mason-Cup-Gewinn mit der University of Notre Dame
- 2016 Stanley-Cup-Gewinn mit den Pittsburgh Penguins
- 2017 Stanley-Cup-Gewinn mit den Pittsburgh Penguins

### International
- 2010 Goldmedaille bei der U18-Junioren-Weltmeisterschaft

## Karrierestatistik
Stand: Ende der Saison 2024/25

### International
Vertrat die USA bei:
- U18-Junioren-Weltmeisterschaft 2010

(Legende zur Spielerstatistik: Sp oder GP = absolvierte Spiele; T oder G = erzielte Tore; V oder A = erzielte Assists; Pkt oder Pts = erzielte Scorerpunkte; SM oder PIM = erhaltene Strafminuten; +/− = Plus/Minus-Bilanz; PP = erzielte Überzahltore; SH = erzielte Unterzahltore; GW = erzielte Siegtore; 1 Play-downs/Relegation; Kursiv: Statistik nicht vollständig)